# Búbal de Lichtenstein
El búbal de Lichtenstein (Alcelaphus lichtensteinii) és un antílop africà. Anteriorment se'l classificava al gènere Sigmoceros Heller, 1912, però des d'aleshores estudis han revelat que no hi havia prou diferències per separar-lo dels altres búbals.
Fou anomenat en honor del viatger i zoòleg alemany Martin Lichtenstein.